# جنيف ميرسير
جنيف ميرسير (بالإنجليزية: Geneva Mercer)‏ هي نحّاتة أمريكية، ولدت في 1889 في Jefferson, Alabama ‏ في الولايات المتحدة، وتوفيت في 2 مارس 1984 في ديموبوليس في الولايات المتحدة.